# Bielawa (jezioro na Pobrzeżu Kaszubskim)
Bielawa – jezioro w woj. pomorskim, w pow. puckim, w gminie Puck, leżące na terenie Pobrzeża Kaszubskiego.

## Charakterystyka
Powierzchnia zwierciadła wody wynosi 7,0 ha.
Jezioro położone jest na północnym skraju wsi Domatowo (kaszb. Domôtowò), na polanie w otoczeniu lasów Puszczy Darżlubskiej, (kaszb. Darżlëbsczé Lasë). Jezioro przeznaczone jest na rekreację i wypoczynek.
Jezioro Bielawa było tematem wielu literackich dygresji znanego kaszubskiego pisarza Jana Drzéżdżónia, urodzonego w Domatowie.